# Ilyushin Il-112
Ilyushin Il-112, (en ruso: Илью́шин Ил-112), es un avión ligero desarrollado en Rusia por la oficina de Iliushin y construido por la Asociación de Producción de Aviones de Vorónezh (VASO, por sus siglas en ruso). La versión inicial es una versión militar de transporte denominada Il-112V para la Fuerza Aérea Rusa. Existe una planificación para desarrollar una versión civil con el nombre de Il-112T. Es el sustituto de las versiones civiles y militares de los obsoletos Antonov An-24 y An-26 actualmente en servicio desde hace más de 45 años.
El Il-112V es el primer transporte militar desarrollado íntegramente en Rusia después de la desaparición de la Unión Soviética, según dijo el director general de Iliushin Alexéi Rogozin. Además, se ha construido utilizando nuevas tecnologías y equipos de manera independientes, que se producen completamente en el país.

## Características

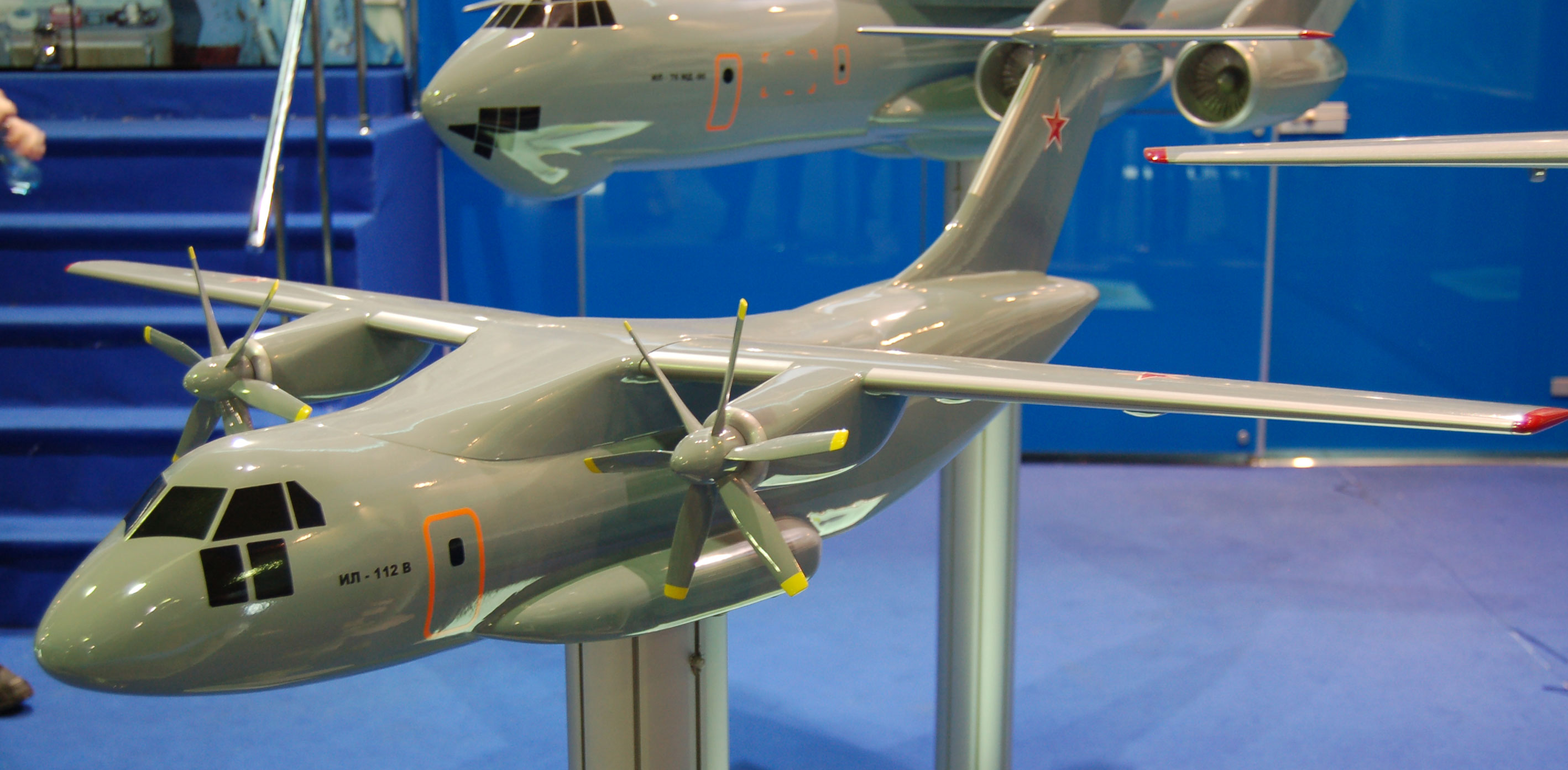
Maqueta del Il-112 expuesta en el MAKS de 2009

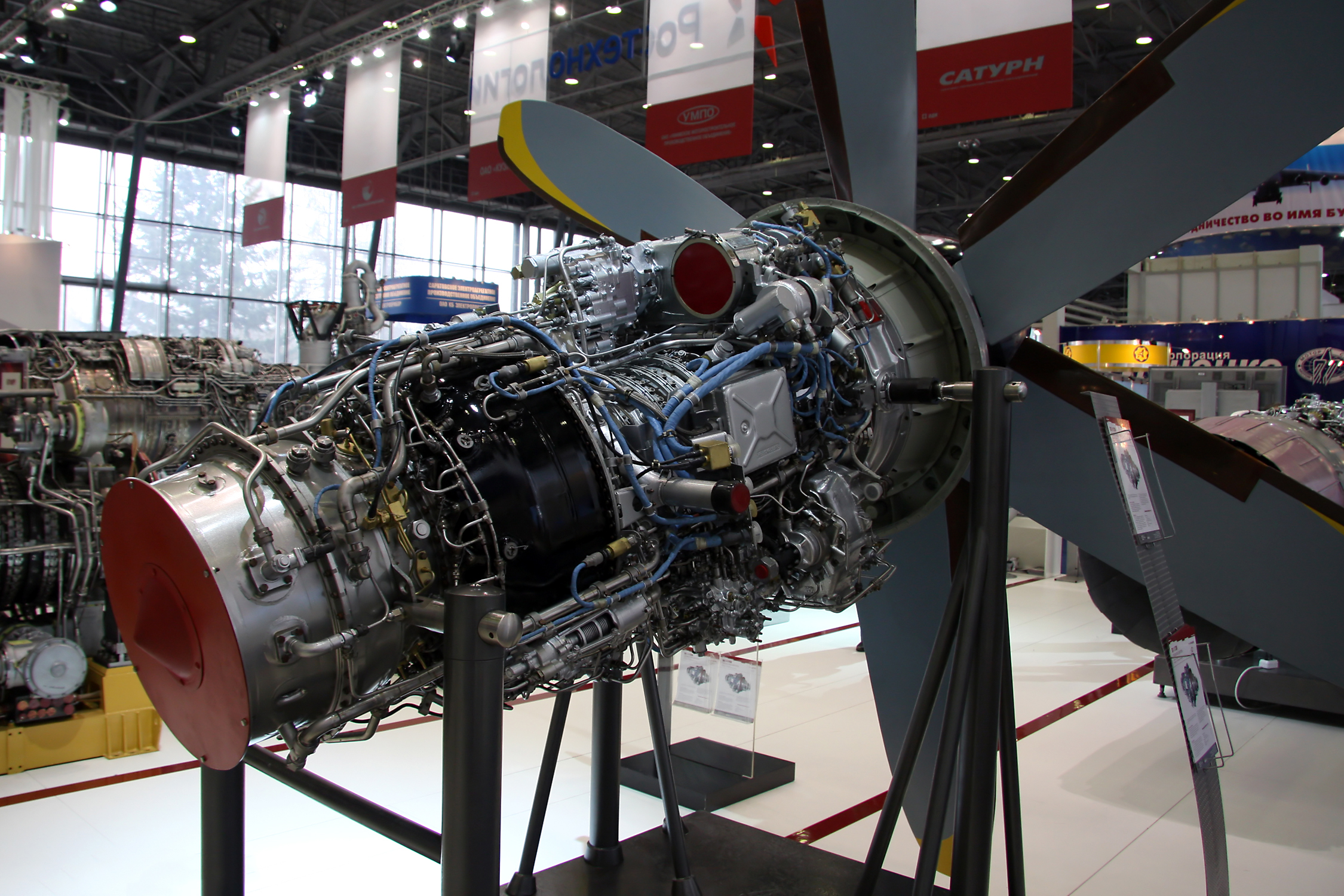
Representación de un motor Klimov TV7-117SM, antecedente del TV7-117ST

El avión tiene una configuración de ala alta, los planos de sustentación están encastrados en la parte superior del fuselaje. Además tiene la particularidad que el ala se hace en un solo bloque y se monta directamente, en vez de ensamblarse dos planos, lo que permite al fabricante ahorrar en costes y tiempo.
Esta propulsado por dos motores turbohélice de nueva construcción, Klimov TV7-117ST derivados de la conocida familia ТV7-117SM, con hélices de seis palas. El fabricante asegura que el motor, mediante una rueda centrífuga cerrada en la estructura del compresor, permite aumentar un 10% la potencia del motor anterior sin cambiar los demás parámetros. Su potencia al despegue es de 2800 hp y con una potencia máxima de 3500 hp. Se ha reducido el peso más de un 10%  comparado con el motor anterior, por el empleo de nuevos materiales. El motor está realizado en estructura modular, que permite un mantenimiento más rápido y económico.
Entre los medios que cuenta la sección de carga se encuentra la compuerta trasera con rampa, rodillos integrados en el piso para facilitar el movimiento de cargas, así como cabrestante y grúa eléctrica para no depender de equipos especializados de carga en tierra.

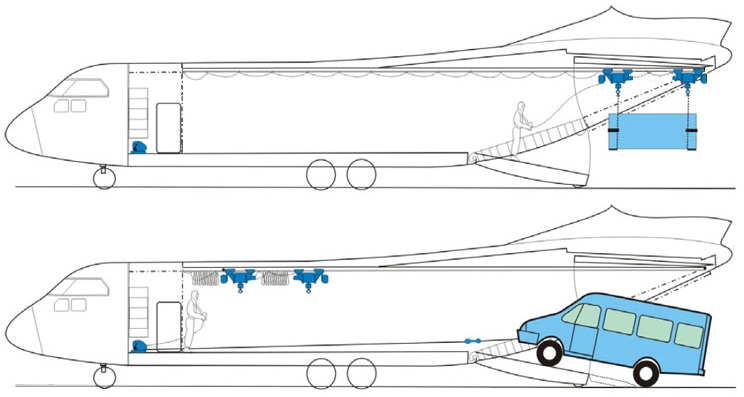
Esquema Il-112 con grúa y cabrestante

Todos los equipos de aviónica están completamente integrados en un único sistema de control cuya información será presentada a los pilotos en seis pantallas de cristal líquido. El Consorcio ruso de Tecnologías Radioelectrónicas KRET anunció que está desarrollando un sistema de navegación inercial como sistema alternativo a la ausencia de señales satelitales de posicionamiento global, como el sistema GPS o Glonass, para el Il-112v y que podría ser instalado en caso de ser requerido. En noviembre de 2016 KRET publicó que pretende adaptar para este aparato su sistema de defensa contra misiles antiaéreos "Vítebsk" o "President-S".
Debe tener capacidad de operaciones todo tiempo como en el ártico, en pistas semipreparadas y de corta longitud para aterrizaje y despegue (de 1200 metros). La aeronave es capaz de transportar un cargamento de hasta cinco toneladas a una distancia de aproximadamente de mil kilómetros, con una velocidad punta de 550 km/h o en un vuelo medio, transportar 3500 kg hasta 2400 km de distancia a unos 450 o 500 km/h. La aeronave se diseña bajo los requerimientos de bajo costo operativo, sin necesidad de reparaciones mayores durante una vida útil estimada de hasta 35 años, o bien de 25 000 a 45 000 horas de vuelo. 
La aeronave se ha diseñado para cumplir la normativa de la OACI sobre emisiones y contaminación acústica pensando en el desarrollo de la futura versión civil. 

## Historia de desarrollo

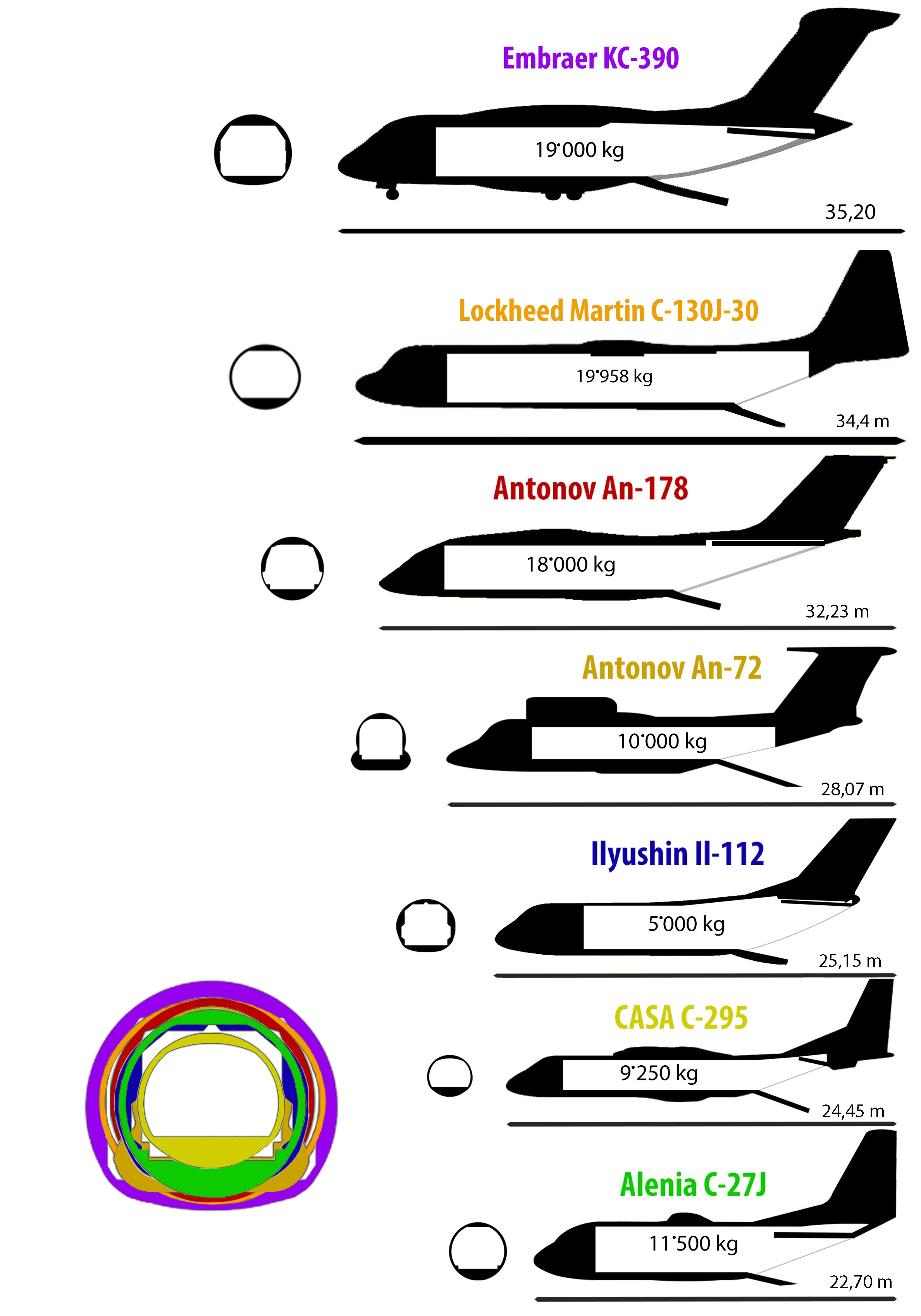
Comparación de aviones de transporte medio

En mayo de 2003, la Oficina de Diseño Ilyushin se impuso al resto de competidores rusos en el concurso del Ministerio de Defensa para desarrollar un avión de transporte con capacidad STOL de corto y medio alcance. La producción sería confiada a la planta de VASO. El proyecto estaría contenido dentro del programa de fabricación de armamento estatal hasta el año 2010. Pero debido a dificultades presupuestarias posteriores, principalmente por la complejidad y el precio para un nuevo motor de más potencia, el proyecto fue pospuesto para su inclusión en el programa estatal de fabricación de armamento 2011-2020.
En el año 2009, la Fuerza Aérea Rusa tenía previsto adquirir un total de 70 aeronaves de la versión militar. donde se establecía que el primer vuelo del Il-112v tendría lugar a finales del año 2011. Sin embargo, en mayo del año 2010 el Ministerio de defensa volvió a suspender la financiación del programa a pesar de que ya se estaban produciendo los componentes para el primer prototipo. En mayo de 2011, el Ministerio de Defensa decidió abandonar el programa del Il-112, adquiriendo en su lugar siete aeronaves ucranianas Antonov An-140 modificadas a una versión de transporte por ser una opción más económica.
Según nuevas fuentes, el 16 de octubre de 2012 Dimitry Rogozin confirmó en una conferencia de la Comisión Indo-Rusa sobre Cooperación Comercial, Científico-Técnica y Cultural que Rusia estaba interesada en involucrar a la India en el desarrollo del Il-112. En enero de 2013 se anunció que, a finales de ese año el comandante general de la Fuerza Aérea de Rusia (VVS) presentó ante el ministro de Defensa ruso, Serguéi Shoigú, la reanudación del proyecto Il-112. En junio del mismo año el diseñador de la aeronave Ilyushin envía un requerimiento a al fabricante de los motores Klimov para diseñar un nuevo motor turbohélice para el Il-112v. En agosto el director general de Proyectos de Ilyushin, Viktor Livanov, confirma la reanudación de los trabajos en la aeronave. El impulso final para el caro desarrollo del programa Il-112 y la cancelación de la compra de Antonov An-140, su equivalente más económico y con características similares, se debió a la crisis política con Ucrania tras la crisis de Crimea de 2014.
En diciembre de 2015 VASO anuncia que está preparando su planta para el ensamblaje en masa del Il-112v a partir del año 2019, mientras el programa de pruebas con la primera unidad completada podría comenzar a partir del verano de 2017.  
El 20 de enero de 2016 la fábrica Aviastar-SP en Uliánovsk informa que empezó a producir componentes para los primeros prototipos. En julio TsAGI comienza las pruebas de aeroelasticidad sobre modelos a escala. Y en septiembre comienzan las pruebas del nuevo motor.
Las principales plantas rusas que han sido seleccionadas para participar en la producción en masa del Il-112v son:
- VASO: 85 % del trabajo que incluirá el ensamblado final.
- Klimov: producción completa de los motores.
- Aviastar-SP: producción y entrega de escotillas, puertas y paneles del fuselaje.
- AeroComposit-Ulyanovsk: suministro de componentes fabricados con materiales compuestos.

En abril de 2017 Dmitry Rogozin, ministro de industria de defensa y el espacio, anuncia que el primer vuelo de la nueva aeronave se retrasará a finales de año 2017, así como que las primeras entregas se postergán a principios del año 2021, marcando el objetivo de entregas entre 12 a 18 aparatos por año.
Finalmente, a pesar de los retrasos en el programa, en octubre de 2018 se finalizó el ensamblaje y las pruebas estructurales del primer prototipo y así el 30 de marzo de 2019, realizó su primer vuelo de prueba.

## Versiones
- Il-112v: versión de transporte militar.

- Il-112vt: versión de transporte civil.

## Accidentes e incidentes
- El 17 de agosto de 2021, el primer prototipo Il-112V sufrió un incendio en el motor derecho y se estrelló cerca del aeródromo de Kubinka, Rusia. Los tres tripulantes a bordo murieron.[25]

## Especificaciones técnicas
Referencia datos: ilyushin.org

### Características generales
- Tripulación: 2 pilotos
- Capacidad: 44 paracaidistas en versión combinada
- Carga: 5000 kg (carga máxima))
- Longitud: 24,15 metros
- Envergadura: 27,6 m
- Altura: 8,89m
- Superficie alar: 65 m²
- Peso vacío: 15.000 kg
- Peso cargado: 21.000 kg
- Peso máximo al despegue:  21.000 kg
- Planta motriz: 2× turbohélice Klimov TV7-117ST.
  - Potencia: 2 x 2.800 hp cada uno.
- Hélices: simples de 6 palas por motor
- Diámetro de la hélice: 3,9 m

### Rendimiento
- Velocidad máxima operativa (Vno):  500 km/h
- Velocidad crucero (Vc):  450 km/h
- Alcance: 2.400 km con 3,5 tn de carga
- Radio de acción: 3.400 km
- Alcance en ferry: 5.200 km
- Techo de vuelo: 7.600 m

### Aeronaves similares
- Unión Soviética/Ucrania: Antonov An-32
- Italia: Alenia C-27J Spartan
- España/Indonesia: CASA CN-235
- España: CASA C-295
- China: Xian MA60

### Secuencias de designación
Aeronaves de transporte de Ilyushin: Il-76 - Il-78 - Il-80 - Il-112